# Eulepidotis evadnes
Eulepidotis evadnes là một loài bướm đêm trong họ Erebidae.